# Serqueux, Seine-Maritime
Serqueux là một xã thuộc tỉnh Seine-Maritime trong vùng Normandie miền bắc nước Pháp.

## Dân số
| 1962                                            | 1968 | 1975 | 1982 | 1990 | 1999 | 2006 |
| ----------------------------------------------- | ---- | ---- | ---- | ---- | ---- | ---- |
| 879                                             | 816  | 767  | 764  | 853  | 987  | 1089 |
| Starting in 1962: Population without duplicates |      |      |      |      |      |      |